# Убийство Алексея Майлова
Убийство Алексея Майлова — политическое убийство, совершённое 21 октября 1933 года. Жертвой преступления стал Андрей (Алексей) Майлов, секретарь Консульства СССР во Львове, уполномоченный представитель Иосифа Сталина для контроля над дипломатическими учреждениями СССР на территории Второй Речи Посполитой и сотрудник ИНО ОГПУ. Возможно, преступление было совершено ОУН как акт возмездия за Голод на Украине (1932—1933) и на Кубани.
Был убит двумя выстрелами в голову и в сердце во время нападения на консульство боевика ОУН Николая Лемика. Николай Лемик без сопротивления сдался польским полицейским и был арестован. 30 октября того же года Львовским окружным судом Николай Лемик приговорён к высшей мере наказания, заменённой впоследствии, ввиду молодого возраста подсудимого, пожизненным заключением. Воспользовавшись всеобщим хаосом, который возник вследствие нападения Германии на Польшу, в сентябре1939 года Николай Лемик сбежал во время этапирования заключенных из тюрьмы «Святой Крест», где предварительно отбывал наказание. После начала Великой Отечественной войны возглавил Среднюю походную группу ОУН(б). Арестован и расстрелян гестапо в Миргороде (Полтавская область) в октябре 1941 года.
Преступление вызвало очередной всплеск напряжения в советско-польских отношениях, а также стало демонстрацией активности ОУН.
Убийство Алексея Майлова известно также в литературе как «Выстрел в защиту миллионов».

## Решение о покушении на советского представителя
Решение об осуществлении покушения на представителя СССР во Львове было принято на берлинской конференции ОУН с членами Краевой экзекутивы ОУН 3 июня 1933 года под руководством Евгения Коновальца . Причиной стало мнение о том, что Голодомор был спланированным и искусственно организованным на контролировавшихся советской властью территориях геноцидом украинского народа, так и пассивная реакция демократических государств мира, которые заботились «прежде всего о собственных национальных интересах». Именно в 1933 США установили дипломатические отношения с СССР. На этой же конференции Степана Бандеру назначили проводником Краевой экзекутивы ОУН, поэтому выполнение акции возлагалось непосредственно на него.

## Подготовка покушения

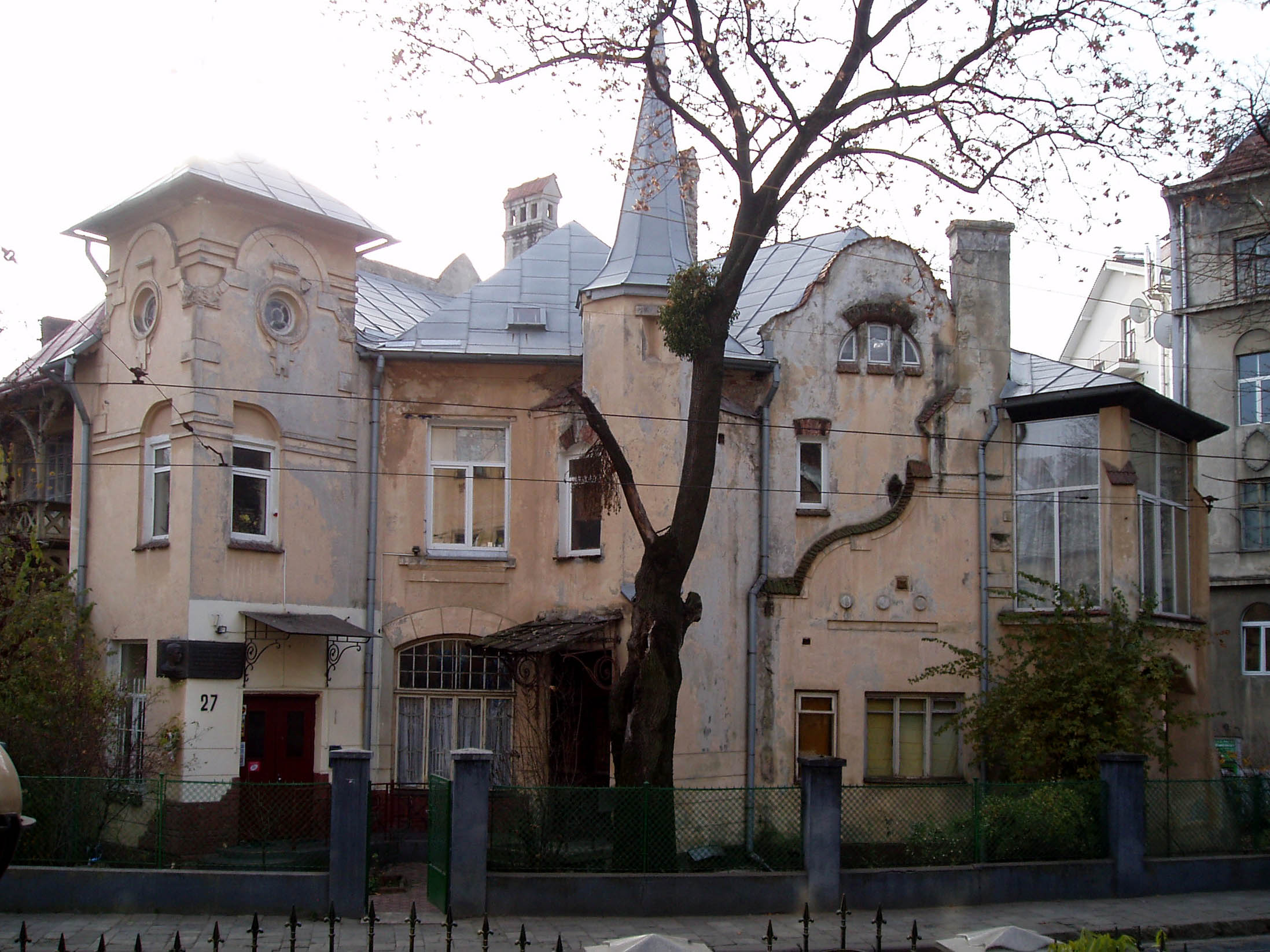
Дом, в котором располагалось советское консульство, ул. Котляревского, 27 (бывшая Набеляка, 22)

Члены Боевой Референтуры под контролем руководителя вооруженных отрядов Романа Мигаля накануне покушения неоднократно посещали здание советского консульства под прикрытием легенды о желании перебраться на постоянное место жительства в СССР. Благодаря представительницам боевой и разведывательной женской пятёрки и художнику Роману Сенькиву был составлен план здания, установлено, что консул почти постоянно находится в Варшаве, зато основные полномочия выполняет Алексей Майлов. Был составлен портрет последнего.
Аналогичные планы здания параллельно передал дядя предыдущего официального боевого референта краевой экзекутивы ОУН Романа Шухевича — Степан Шухевич.
Все материалы, а также автоматический пистолет «Ортгис» с полным магазином и тридцатью дополнительными патронами в дальнейшем были переданы Лемику.
Также из снятой вблизи конспиративной квартиры было установлено наружное наблюдение за ситуацией перед зданием. Здание консульства плотно охраняли сотрудники польской полиции, как в униформе, так и в гражданской одежде.
Отбором исполнителя покушения занялись совместно официальный боевой референт краевой экзекутивы ОУН Богдан Подгайный и подпольный референт Роман Шухевич. Каждый из них лично встречался с кандидатами, которых они знакомили с содержанием задачи, после чего давали неделю на размышления. Ответ следовало направлять в Национальный университет «Львовская политехника», где учился Шухевич, на имя Ксавера Брудаса, или на другие адреса. Сложность решения задачи заключалась в том, что после выполнения покушения следовало защититься от сотрудников советской спецслужбы, дождавшись приезда польской полиции, с целью публичного раскрытия причин поступка во время будущего судебного разбирательства. Из нескольких десятков потенциальных исполнителей задачи 75 % ответили положительно, однако организаторы остановились на восемнадцатилетнем студенте первого курса естественных отдела Львовского университета Николае Лемике. Лемик происходил из бедной крестьянской семьи из села Солова Перемышлянского уезда, поэтому оуновцы вынуждены были приобрести ему за тридцать злотых новые ботинки и белье, чтобы он мог появиться на приёме в консульстве в надлежащем виде. Крестьянское происхождение Лемика (чтобы не предоставлять аргументов советской пропаганде) стало одной из важных причин того, почему представители Краевой Экзекутивы остановили выбор именно на его кандидатуре.
Для получения окончательных наставлений в начале октября в парке Бартош Гловацкий (ныне Лычаковский парк) Николай Лемик анонимно встретился с проводником краевой экзекутивы Степаном Бандерой. В 1936 году во время Львовского процесса, когда Бандеру приговорили к пожизненному заключению, он заявил:

Третье дело — это дело антибольшевистской акции. Прокурор сказал, что хотя побочным мотивом при организации покушения на советское консульство во Львове было то, что Организация хотела также отреагировать на налаживание польско-большевистских взаимоотношений, хотела их испортить. Я сам это покушение спланировал, я приказал его выполнить и заявляю, что мы совершенно не принимали во внимание этот момент. Не только по практическим, но в первую очередь по принципиальным причинам. ОУН в своей политической программе отвергает ориентацию на кого-нибудь. ОУН отвергает концепцию восстановления украинского государства в случае польско-большевистского конфликта. Польско-большевистские отношения не могут влиять на наши политические расчеты. В конце концов, из истории мы знаем, что […] когда речь идет об Украине, то Польша с Москвой всегда соглашались. Все боевые акты, которые рассмотрены в этом зале, это лишь часть, и то не всей революционной, но лишь только боевой деятельности.
Расправа значила бы, что ОУН всю свою деятельность сводит в основном к боевой акции. Заявляю, что ни программно, ни по количеству членов в отдельных участках организационной работы, боевая акция не является ни единственной, ни первой, а равной по отношению к другим участкам деятельности. Оттого, что в этом зале рассматривали покушения, которые выполняла Организация, кто-то мог бы подумать, что Организация не числится с жизнью человека вообще и даже с жизнью своих членов. Коротко скажу: люди, которые все время в своей работе осознают, что каждую минуту сами могут потерять жизнь, такие люди, как никто другой, умеют ценить жизнь. Они знают её стоимость. ОУН ценит стоимость жизни своих членов, очень ценит; но — наша идея в нашем понятии такая величественная, что когда идет о её реализации, то не единицы, не сотни, а миллионы жертв надо посвятить, чтобы её таки реализовать. Вам лучше известно, что я знал, что рискую головой, и вам известно, что мне давали возможность спасти свою жизнь. Живя год с убеждением, что я потеряю жизнь, я знал, что переживает человек, который может умереть в ближайшее время. Но даже тогда я не переживал того, что переживал, когда посылал двух членов на верную смерть: Лемика и того, кто убил Перацкого …
Оригинальный текст (укр.)Третя справа — це справа протибольшевицької акції. Прокурор сказав, що бодай побічним мотивом при вирішуванні атентату на совєтський консулят у Львові було те, що Організація хотіла зареаґувати теж на наладнання польсько-большевицьких взаємин, що хотіла їх попсувати. Я сам про цей атентат вирішив, я дав наказ його виконати і заявляю, що ми абсолютно не брали до уваги того моменту. Не тільки з практичних, але в першу чергу з засадничих мотивів. ОУН у своїй політичній програмі відкидає орієнтацію на кого-небудь. ОУН відкидає концепцію відбудови української держави при нагоді польсько-большевицького конфлікту. Польсько-большевицькі взаємини не можуть вирішувати про наші політичні розрахунки. Зрештою, з історії знаємо, що всякі такі концепції діставали в лоб і що коли йде про Україну, то Польща з Москвою завжди погоджувалися. Всі бойові акти, які розглядано в цій залі, є тільки фраґментом і то не цілої революційної, але навіть самої бойової діяльности.

З розправи виходило б, що ОУН цілу свою діяльність зводить головно до бойової акції. Заявляю, що ні програмово, ні якщо йде про кількість членів у поодиноких ділянках організаційної праці, бойова акція не є єдиною, не є першою, але рівнорядною з іншими ділянками. Тому, що в цій залі розглядали атентати, що їх виконувала Організація, міг би хтось думати, що Організація не числиться з життям людини взагалі і навіть з життям своїх членів. Коротко скажу: люди, які ввесь час у своїй праці є свідомі, що кожної хвилини самі можуть втратити життя, такі люди, як ніхто інший, вміють цінити життя. Вони знають його вартість. ОУН цінить вартість життя своїх членів, дуже цінить; але — наша ідея в нашому понятті є така велична, що коли йде про її реалізацію, то не одиниці, не сотні, а мільйони жертв треба посвятити, щоб її таки зреалізувати. Вам найкраще відомо, що я знав, що накладу головою, і відомо вам, що мені давали змогу своє життя рятувати. Живучи рік з переконанням, що я втрачу життя, я знав, що переживає людина, яка має перед собою перспективу в найближчому часі втратити життя. Але впродовж цілого того часу я не переживав того, що я переживав тоді, коли висилав двох членів на певну смерть: Лемика і того, хто вбив Пєрацького… 
Дальнейшую речь Бандеры тогда прервал судья.
Ночь перед выполнением покушения Николай Лемик провёл в «Народной гостинице» на углу улиц Сикстуской и Костюшко (ныне Дорошенко, 20/Костюшко, 1), куда его поселили Богдан Подгайный и Роман Шухевич.

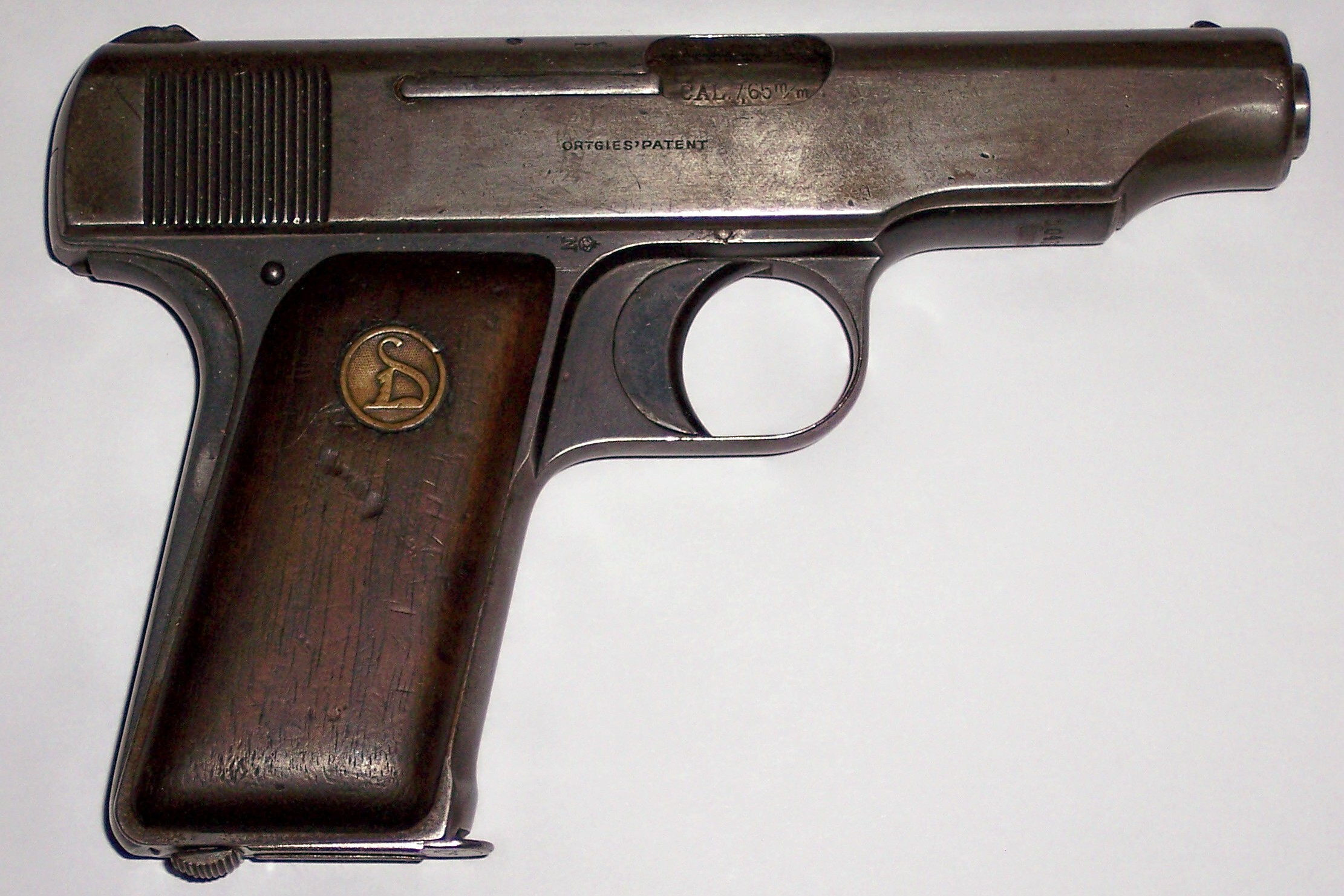
Автоматический пистолет «Ортгис», подобный был использован для выполнения покушения

## 21 октября. Нападение на консульство
Около полудня Николай Лемик появился в консульстве, попросив о встрече с консулом для обсуждения своего возможного переезда на постоянное место жительства в УССР.
После регистрации в книге посетителей под вымышленной фамилией «Дыбенко» курьер Гавриил Мандзий сначала провёл Лемика в приёмную консульства, а затем — в кабинет, где приём вместо консула осуществлял так называемый секретарь, которым оказался высокопоставленный агент советской спецслужбы Алексей Майлов.
После короткого диалога с Майловым Лемик ловким движением левой руки, так как он был левшой, вытащил из внутреннего кармана пиджака автоматический пистолет «Ортгис» и двумя точными выстрелами в голову и сердце убил Майлова. Услышав звуки выстрелов, появился курьер Иван Джугай, который безуспешно пытался заблокировать дверь приёмной, однако был ранен Лемиком, получив ранение в правую ладонь и левое плечо. В консульстве началась паника. Курьер Мандзий, растерявшись, выпрыгнул через окно и начал звать на помощь полицию. Лемик пытался покинуть помещение, но не смог открыть автоматический замок на входной двери. Поэтому, дождавшись появления польской полиции, которую через открытое окно верхнего этажа звал также вице-консул Михаил Голуб, он сдался без сопротивления.

После секции <то есть вскрытия> тело убитого Майлова официально передадут консулу, — писала 24 октября 1933 львовская газета «Дело». Похороны Майлова (возраст покойного — 23 года, москвич, сын рабочего, приехал во Львов три недели назад) состоятся с надлежащими почестями. По приказу московских властей тело Майлова забальзамируют и доставят в Москву по дороге на Шепетовку и Харьков.
Оригинальный текст (укр.)Після секції <тобто розтину> тіло вбитого Майлова віддадуть офіціяльно консулові, — писала 24 жовтня 1933 року «львовская газетаДіло». — Похорон Майлова (покійний мав 23 роки, походив із Москви, був сином робітника та приїхав до Львова тому три тижні) відбудеться з належними почестями. На приказ московської влади тіло Майлова забальзамують і відставлять до Москви дорогою на Шепетівку та Харків.

## Судебный процесс
После ареста Лемика полиция сразу арестовала всех его гимназических друзей, которые жили во Львове. В тот же день отец задержанного обратился к известному украинскому адвокату Степану Шухевичу с просьбой взять на себя защиту сына, Шухевич согласился.
Лемик был помещён в одиночную камеру, где перед этим сняли оконные рамы с петель, оставлены одни деревянные нары, на ночь задержанного оставляли в нижнем белье. Посредством пытки холодом судья по делу Лемика Валигурский пытался выбить из парня побольше необходимых свидетельств.
27 октября в бывшем помещении кооператива «Земля» на площади Рынок в деле защиты Лемика собрался совет украинских юристов во главе с Константином Левицким, кроме него также присутствовали: Степан Федак, Владимир Старосольский, Лев Ганкевич, Осип Назарчук, Степан (Беляк), Степан Шухевич, Константин Панковский, Мариан Глушкевич, Михайло Волошин, Лев Павенцкий, Альфред Говикович и другие. На совещании было озвучено предложение «Центросоюза», что на защиту Лемика должны стать все украинские адвокаты. Однако, присутствующим казалось очевидным то, что польская власть будет всячески препятствовать проведению публичных акций, поэтому следует сосредоточится на качестве защиты подсудимого. К этому времени Лемик фактически уже имел двоих защитников: Степана Шухевича, приглашенного отцом подсудимого, и Владимира Старосольского, привлечённого к делу самим Шухевичем. Предложение про участие в процессе всех адвокатов было также отвергнуто на том основании, что присутствующие юристы принадлежали к разным политическим взглядам, по сравнению с подсудимым, как в отношении УНДО или коммунистов, а кое-кто, кроме Костя Левицкого, вообще имел контракты с советским консульством. В итоге решили, что Лемика будут защищать восемь юристов: Кость Левицкий, Степан Федак, Владимир Старосольский, Лев Ганкевич, Осип Назарук, Степан Беляк, Степан Шухевич, Кость Панковский.
За участниками адвокатской совещания следили агенты польской тайной политической полиции. Ночью в помещениях защитников Лемика, а именно Федака, Старосольского и Шухевича, проведены обыски.
Накануне судебного заседания адвокат Степан Шухевич имел лишь одно свидание с подсудимым в течение не более двух часов.

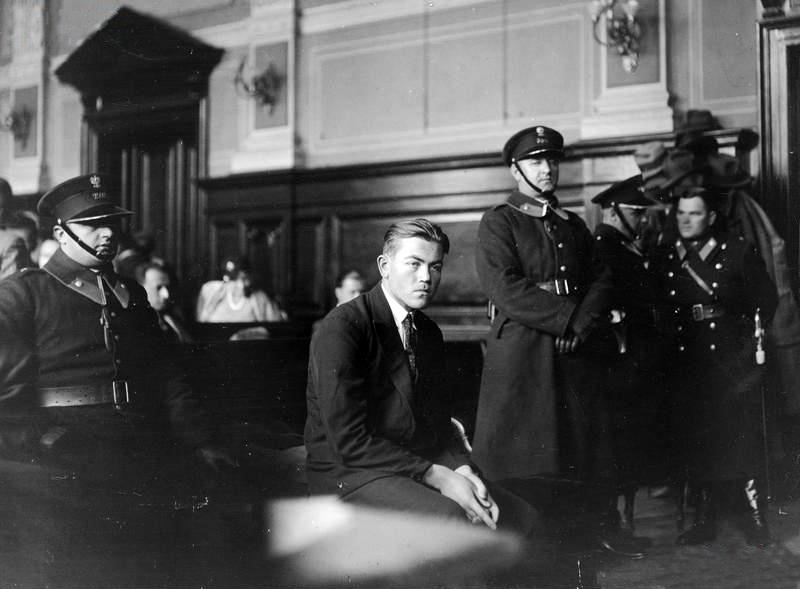
Николай Лемик во время процесса во Львовском областном суде

30 октября в зале заседаний Львовского окружного суда собрались представители польской и советской прессы, всего около тридцати, представитель советского посольства в Варшаве, многочисленные представители польских правоохранительных структур, украинская общественность.
Так как накануне рассмотрения дела адвокат Лев Ганькевич в комментарии польским и еврейским изданием обмолвился о намерении защищать Лемика всем украинским адвокатским союзом, на момент рассмотрения дела в зале суда польские власти уже была готова объявить подобный шаг политическим манифестом, потому прокурор Прахтель-Моравянский обжаловал количество украинских защитников. В итоге осталось трое защитников: Степан Шухевич, Владимир Старосельский и Степан Беляк.
Прокуратура предъявила Николаю Лемику обвинения в умышленном убийстве сотрудника советского консульства Алексея Майлова и попытке умышленного убийства курьера консульства Ивана Джугая. Отягчающим обстоятельством, по мнению обвинения, был преступный умысел Лемика нарушить взаимную мирную консолидацию между СССР и Речью Посполитой, которая возникла сразу после подписания Договора о ненападении.
Защита настаивала на версии, что Лемик должен был ликвидировать только Майлова, намерения убивать курьера он не имел. Подзащитный подтвердил версию адвокатов и суд его принял. В то же время адвокатам пришлось интерпретировать политическое заявление подсудимого о мотивах своего поступка, как форму протеста одной из частей украинского народа с призывом к цивилизованному миру обратить внимание на судьбу украинских ученых в СССР, в частности Сергея Ефремова, а также ситуацию уничтожения украинцев на подконтрольных Москве территориях путем голода. Защита выбрала линию, в соответствии с которой покушение на сотрудника советского консульства было выбором ОУН, участие Лемика определено жребием, а сам он — целомудренный сельский парень с горячей головой, что начитался журналов. И вообще, как утверждал защитник, проступок Лемика не столь значителен, чтобы испортить польско-советские отношения, поэтому на этом факте внимание заострять не следует.
Все вопросы к советскому вице-консулу во Львове, в том числе о том, где была в момент покушения вооруженная охрана консульства, были отклонены судьей Мединским. Всего было заслушано 9 свидетелей.
В то же время между судом и защитой в течение заседания неоднократно возникали споры по содержанию и характеру вопросов. Вопросы, которые с точки зрения судей, носили общий или политический характер отвергались, пока было не вынесено формального постановления о запрете вопросов, «которые не касаются сути дела». В то же время защита настаивала на том, что вопросы такого рода необходимы для выяснения обстоятельств, которые обусловили поступок Лемика.
Адвокаты Лемика активно выступали на процессе. Имея слово, адвокат Владимир Старосельский обратился к председателю суда так:

Высокий трибунал! Устами многоуважаемого господина Председателя сказали вы, что нельзя говорить в этом деле о политических вопросах. Это постановление является для нас бесконечно важным … в мотиве поступка лежит целый комплекс душевных переживаний обвиняемого … все, что в нём наболело, все, что в нём накипело, все, что стихийно вложило ему убийственное оружие в руки. Только формально поступок был приказом ОУН. Фактически, в глубине своей, этот выстрел был последствием той бесконечно глубокой трагедии, которую переживают миллионы (людей) нашей нации. И не для демонстрации, а для того, чтобы вы поняли характер этого поступка, независимо от того, какая организация здесь действовала, мы появились в таком количестве перед Высоким судом. Появились, чтобы дать свидетельство правде, чтобы исполнить тот долг, лежащий на украинском адвокате, когда он является членом гражданского общества.
Оригинальный текст (укр.)
Високий Трибунале! Устами вельмишановного Пана Предсідника сказали ви, що не можна говорити в цій справі про політичні квестії. Ця постанова є для нас безконечно важна… справа є політична… У мотиві вчинку лежить цілий комплекс душевних переживань обвинуваченого… усе, що в нім наболіло, усе, що в нім накипіло, усе, стихійно вклало йому убивчу зброю в руки. Тільки формально вчинок був наказом ОУН. А фактично, в глибині своїй, цей стріл своїм вистрілом був вислідом тої безконечно глибокої трагедії, яку переживають мільйони нашої нації. І не для демонстрації, а тому, щоб ви зрозуміли характер цього вчинку, незалежно від того, яка організація тут діяла, ми з'явилися в такім числі перед Високим судом. З'явилися, щоб дати свідоцтво правді, щоб сповнити той обов'язок, який лежить на українцеві-адвокатові, коли він є членом громадянства, суспільности.

По тогдашним польским законам лица, не достигшие двадцатилетнего возраста, не могли быть казнены, поэтому суд приговорил Николая Лемика к пожизненному лишению свободы с поражением в гражданских правах. Он отсидел шесть лет, в сентябре 1939 года на Полесье сбежал во время этапирования заключенных тюрьмы «Святой Крест». Во время побега получил тяжелое ранение. Был спасен оуновцем Николаем Климишиным. После выздоровления вернулся к активной деятельности в ОУН. Сначала в Кракове, а с началом Великой Отечественной войны — на Украине.

## Студенческий протест
Несмотря на чрезвычайные меры безопасности, осуществляемые польскими правоохранительными органами в связи с громким процессом, перед зданием суда прошла многолюдная демонстрация украинской молодежи в знак солидарности с убийством советского представителя, как выражение протеста против коммунистического террора над украинским народом. Из-под здания суда демонстранты двинулись к зданию воеводской администрации, где их встретила полиция, которая применила против демонстрантов дубинки и травматическое оружие. Протестующие взялись за камни. В результате столкновений был тяжело ранен украинский студент Иван Равлик, польская студентка, проходившая неподалеку, вследствие полученного ранения скончалась на месте. Несколько студентов были задержаны. Ночью полиция провела жестокие облавы в Академическом Доме и Ремесленной бурсе, где дополнительно были задержаны девяносто восемь протестующих студентов.

## Репрессии против юношества ОУН
В июле 1934 года состоялось судебное разбирательство дел гимназических товарищей Лемика — членов ОУН, обвиняемых в соучастии в подготовке нападения на советское консульство во Львове: Владимир Нидзё был осуждён на четырнадцать лет лишения свободы, Владимир Маевский на десять, Дмитрий Мирон на семь, Ярослав Стойк на пять, Василий Безхлибник на четыре, Ярослав Гайвас на два, Андрей Луцив на пять, Ярослав Петеш на четыре, Иван Захарков на три, Юлиан Заблоцкий и Богдан Лавровский получили по полтора года.

## Замечания
1. ↑  Впервые употреблено в 1948 году: В. Макар. Стріл в обороні мільйонів // «Час». — Ч. 43. — 24 жовтня 1948 року. Очевидно аллюзия к выступлению адвоката Владимира Старосольского во время судебного заседания «<...> в глибині своїй, цей стріл своїм вистрілом був вислідом тої безконечно глибокої трагедії, яку переживають мільйони нашої нації.»
2. ↑  В литературе также представлена версия, что Лемику передали «консула» (вице-консула Михаила Голуба — ?), нечёткий «силуэт», по которому нельзя было идентифицировать Майлова.
3. ↑  В литературе встречаются противоположные по смыслу утверждения, согласно которым отбором кандидатов занимался исключительно Шухевич либо он вообще не встречался с кандидатами.
4. ↑  Один из псевдонимов Романа Шухевича.
5. ↑  В некоторых источниках утверждается, что Майлов прибыл из Варшавы во Львов накануне покушения.